# 藤山楢一
藤山 楢一（ふじやま ならいち、1915年9月17日 - 1994年5月5日）は、日本の外交官。元駐英国大使。

## 略歴
東京府出身。東京府立第一中学校、旧制東京高等学校を経て、1940年東京帝国大学法学部英法科卒業。外務省入省。
英語研修（米国ノースカロライナ大学）、在アメリカ合衆国日本国大使館外交官補、日米開戦後に抑留され日米交換船で帰国途上にドイツ在勤を命じられ、在ドイツ日本国大使館に勤務。ドイツ降伏後に再び米国に抑留され帰国。
戦後は在ニューヨーク日本国総領事館、情報文化局第二課長、1959年在オーストリア大使館参事官、1963年在インドネシア大使館参事官、1964年に外務省大臣官房審議官、1965年大臣官房儀典長・宮内庁式部官、1968年に情報文化局長、1971年に駐オーストリア大使。1975年秋の昭和天皇の訪米では随員。1975年に駐イタリア兼マルタ大使。1979年から駐連合王国（英国）大使。退官後はNEC顧問。

## 著書
- 『英国という国』（世界の動き社、1984年）
- 『一青年外交官の太平洋戦争 日米開戦のワシントン→ベルリン陥落』（新潮社、1989年）

米国留学当時、日独伊三国軍事同盟前後とでは、学生仲間の反応が冷笑に変化していったことなど周囲の態度が変化していったこと等の違いにも触れている。